# Ligne de Lagny à Mortcerf
La ligne de Lagny à Mortcerf  est une ligne de chemin de fer secondaire à voie métrique de 20 km, aujourd'hui disparue. Elle est concédée à la compagnie de chemins de fer départementaux (CFD) et relie ces deux villes,  depuis l'ouverture en 1872 et 1900 à la fermeture en 1934. La ligne est située dans le département de Seine-et-Marne. et fait partie du réseau de Seine-et-Marne
La compagnie CFD reprend la ligne de Lagny à Villeneuve-le-Comte concédée à la Société des chemins de fer de Seine-et-Marne et construit un prolongement vers Mortcerf.

## La ligne
- Lagny - Villeneuve-le-Comte [1], (12km) ouverture 1872,
- Villeneuve-le-Comte - Mortcerf , (8km) ouverture 1902,

## Gares de jonctions
- Gare de Mortcerf avec la compagnie de l'Est